# Dariusz Kozłowski (biathlonista)
Dariusz Mirosław Kozłowski (ur. 24 lutego 1968 w Wałbrzychu) – polski biathlonista. Reprezentował Polskę na mistrzostwach świata oraz igrzyskach olimpijskich. Był siedmiokrotnym mistrzem Polski: w biegu na 20 km w 1992 oraz w sztafecie 4 × 7,5 km w latach 1988,1989 i 1991-1994.

## Osiągnięcia

### Zimowe igrzyska olimpijskie
| 1992 Albertville (Francja) | 58. miejsce (bieg indywidualny), 9. miejsce (sztafeta) |

### Mistrzostwa świata
| 1990 Raubicze/Holmenkollen (ZSRR/Norwegia) | 44. miejsce (bieg indywidualny), 34. miejsce (sprint), 7. miejsce (bieg drużynowy) |
| 1991 Lahti (Finlandia)                     | 10. miejsce (bieg drużynowy)                                                       |
| 1993 Borowec (Bułgaria)                    | 10. miejsce (sztafeta)                                                             |